# Saint Paul (Alberta)
Saint Paul ist eine Kleinstadt in Alberta, Kanada und Verwaltungssitz des County of St. Paul No. 19. Sie liegt ca. 150 km östlich von Edmonton, in der Region Zentral-Alberta, am Alberta Highway 29.

## Geschichte
Die heutige Gemeinde entstand Ende des 19. Jahrhunderts aus der Gründung einer Siedlung der Métis durch den katholischen, französisch-kanadischen Missionar Albert Lacombe. Im Jahr 1898 wurde das „Old St. Paul Rectory“ der Oblaten erbaut. Durch die Verbindung, die sie zwischen der katholischen Kirche und der Siedlung der Métis darstellt, gilt sie heute als Gebäude von besonderem historischen Wert. Im Jahr 1912 wurde der Siedlung, als „Village of St. Paul De Metis“, die kommunale Selbstverwaltung gewährt, bevor im Jahr 1936 ihr Status in den einer Kleinstadt geändert wurde. Seit 1948 ist Saint Paul Sitz des Bistums Saint Paul in Alberta.

## Demographie
Die letzte Volkszählung im Jahr 2016 ergab für die Gemeinde eine Bevölkerungszahl von 5827 Einwohnern, nachdem der Zensus im Jahr 2011 für die Gemeinde noch eine Bevölkerungszahl von 5400 Einwohnern ergab. Die Bevölkerung hat dabei im Vergleich zum letzten Zensus im Jahr 2011 um 7,8 % zugenommen, während der Provinzdurchschnitt bei einer Bevölkerungszunahme von 11,6 % lag. Bereits im Zensuszeitraum 2006 bis 2011 hatte die Einwohnerzahl in der Gemeinde um 5,8 % unterdurchschnittlich zugenommen, während sie im Provinzdurchschnitt um 10,8 % zunahm.

## Söhne und Töchter der Stadt
- Audrey Poitras (* 1950), ehemalige Präsidentin der Métis Nation of Alberta
- Greg Evtushevski (* 1965), kanadischer Eishockeyspieler
- Mat Gordon (* 1983), kanadisches Model
- Kyle Brodziak (* 1984), kanadischer Eishockeyspieler